# NGC 2539
NGC 2539 is een open sterrenhoop in het sterrenbeeld Achtersteven. Het hemelobject werd op 31 januari 1785 ontdekt door de Britse astronoom William Herschel. De helderste ster in deze sterrenhoop, 19 Puppis, kan als gids worden gebruikt om op zoek te gaan naar het telescopisch asterisme Ray's Shrimp (Howard 1) dat net 1°30' ten zuiden van deze ster te vinden is.

## Synoniemen
- OCL 611